# Frank Prihoda
Francis „Frank“ Prihoda (* 8. Juli 1921 in Prag, Tschechoslowakei als František Příhoda; † 10. November 2022 in Melbourne) war ein australischer Skirennläufer.

## Karriere
Frank Prihoda wurde 1921 als František Příhoda in der damaligen Tschechoslowakei geboren. 1937 nahm er nach dem Vorbild seiner zwei Jahre älteren Schwester, der Skirennläuferin und Olympiateilnehmerin 1948 für die Tschechoslowakei, Alexandra Nekvapilová, im Alter von 16 Jahren erstmals an einem Rennen teil. Im selben Jahr starben seine Eltern und er übernahm das Familienunternehmen, das sich auf die Herstellung von Plastikblumen spezialisiert hatte. Zusammen mit seiner Schwester floh er 1950 nach Australien. Während seine Schwester in Australien eine Skischule leitete, arbeitete Frank Prihoda wieder in einer Fabrik zur Herstellung von Plastikblumen. 1956 erhielt er die australische Staatsbürgerschaft und nahm noch im selben Jahr für sein neues Land an den Olympischen Winterspielen in Cortina d’Ampezzo teil. Dort belegte er im Slalomrennen den 54. und im Riesenslalom den 80. Platz.
Prihoda zog 1974 nach Thredbo und arbeitete in einem Geschäft, das an eine von seiner Schwester geführte Skihütte angeschlossen war. Schließlich engagierte er sich in der örtlichen Gemeinde, leitete das örtliche Skimuseum und fungierte als Vizepräsident der Thredbo Historical Society. Bis zu seinem 90. Lebensjahr fuhr er Ski. Nach dem Tod von Forbes Carlile im August 2016 wurde er Australiens ältester lebender Olympionike. Er starb am 10. November 2022 im Alter von 101 Jahren.